# Bukačka
Národní přírodní rezervace Bukačka je maloplošné chráněné území v chráněné krajinné oblasti Orlické hory, rozkládající se severozápadně od Šerlichu. Byla zřízena v roce 1954 na ploše o rozloze 50,74 ha k ochraně původního smíšeného bukosmrkového pralesa s bohatou květenou. NPR Bukačka je rovněž součástí Evropsky významné lokality soustavy Natura 2000 Orlické hory – sever, která byla zřízena z důvodu ochrany lokalit hořečku mnohotvarého českého (Gentianella praecox subsp. bohemica), vlhkomilných vysokobylinných lemových společenstev nížin a horského až alpínského stupně, dále horských sečených luk a bučin včetně acidofilních smrčin. Obě chráněná území spravuje Agentura ochrany přírody a krajiny ČR, regionální pracoviště Východní Čechy se sídlem v Pardubicích.

## Flóra
Rezervaci tvoří zakrslý bukový (Fagus) prales s příměsí smrku (Picea abies), javoru klenu (Acer pseudoplatanus) a jeřábu ptačího (Sorbus aucuparia) a rašelinná louka. V rezervaci roste 294 druhů vyšších rostlin, z nich 23 chráněných. Pro svou druhovou pestrost bývá NPR Bukačka nazývána botanickou zahradou Orlických hor.

## Přístup
Přes Bukačku a její nejbližší okolí vede naučná stezka Okolím Deštného, která začíná v Deštném-Zákoutí, pokračuje přes Šerlich, Bukačku a dále přes rozcestí Sedloňovský černý kříž a končí v Deštném u kostela. Měří přibližně patnáct kilometrů a má osm zastavení. Trasu naučné stezky kopíruje i hlavní orlickohorská hřebenovka – červeně značená Jiráskova cesta.

## Galerie

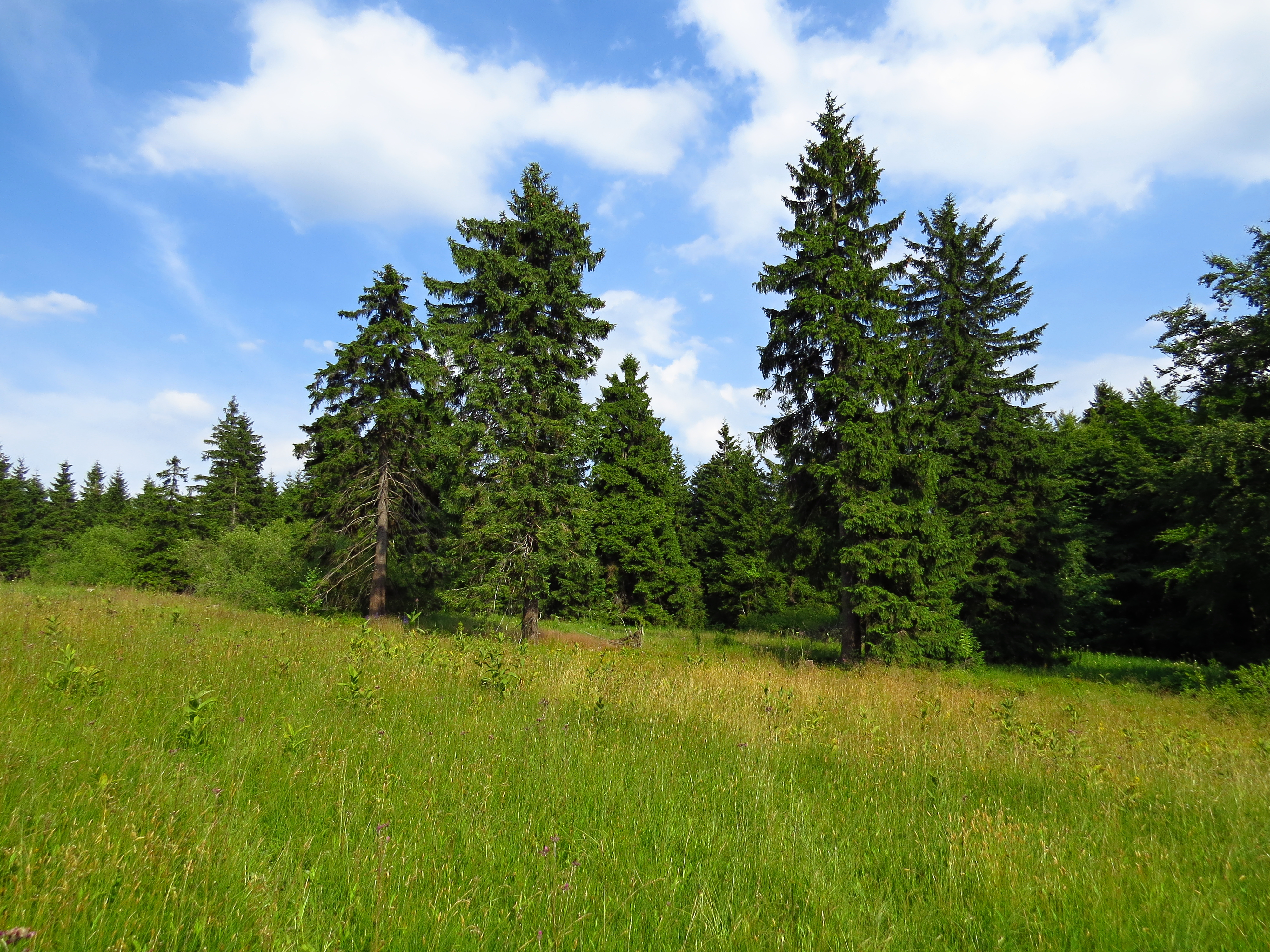
Louky jsou v rezervaci nejcennějším biotopem
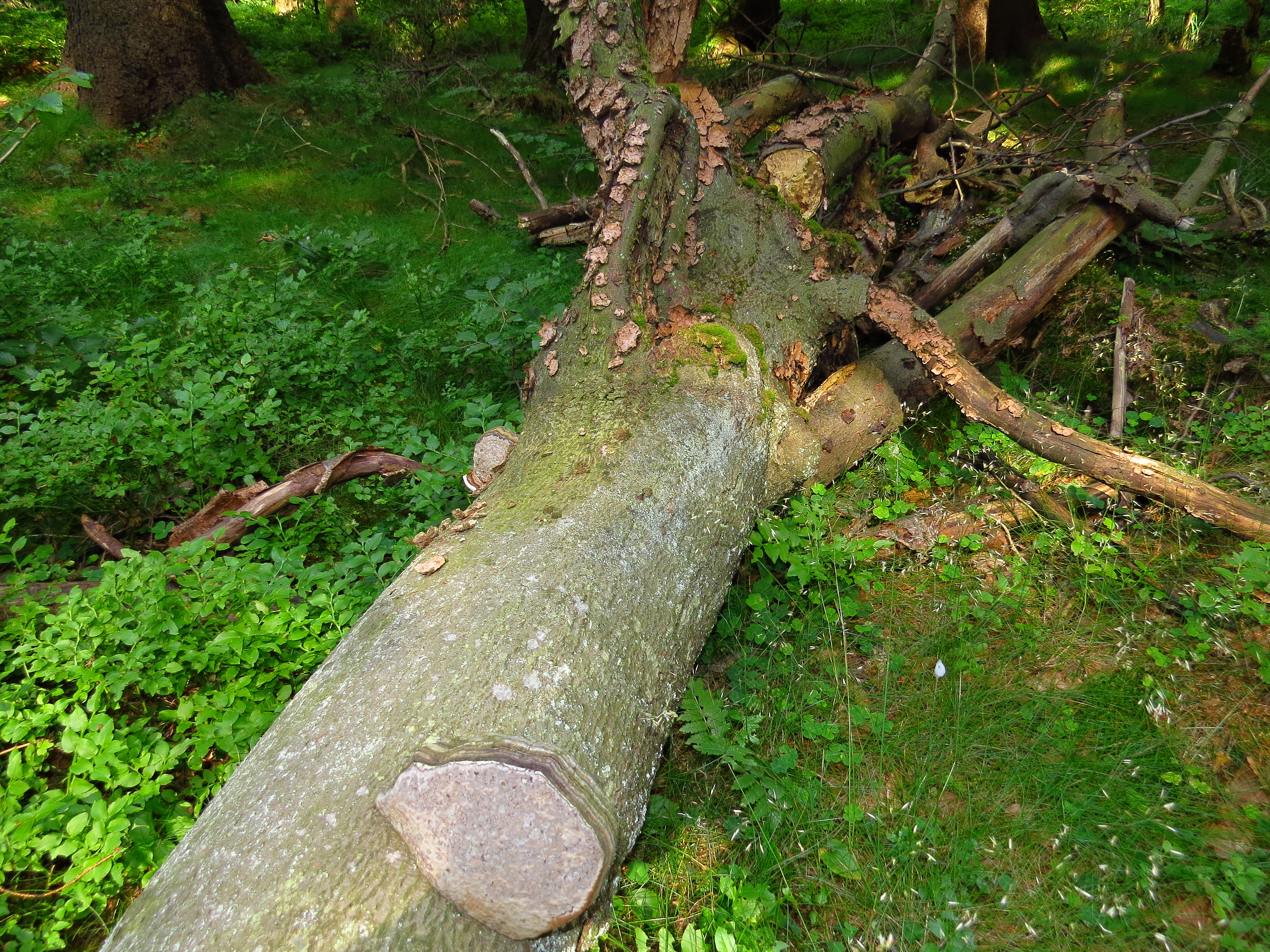
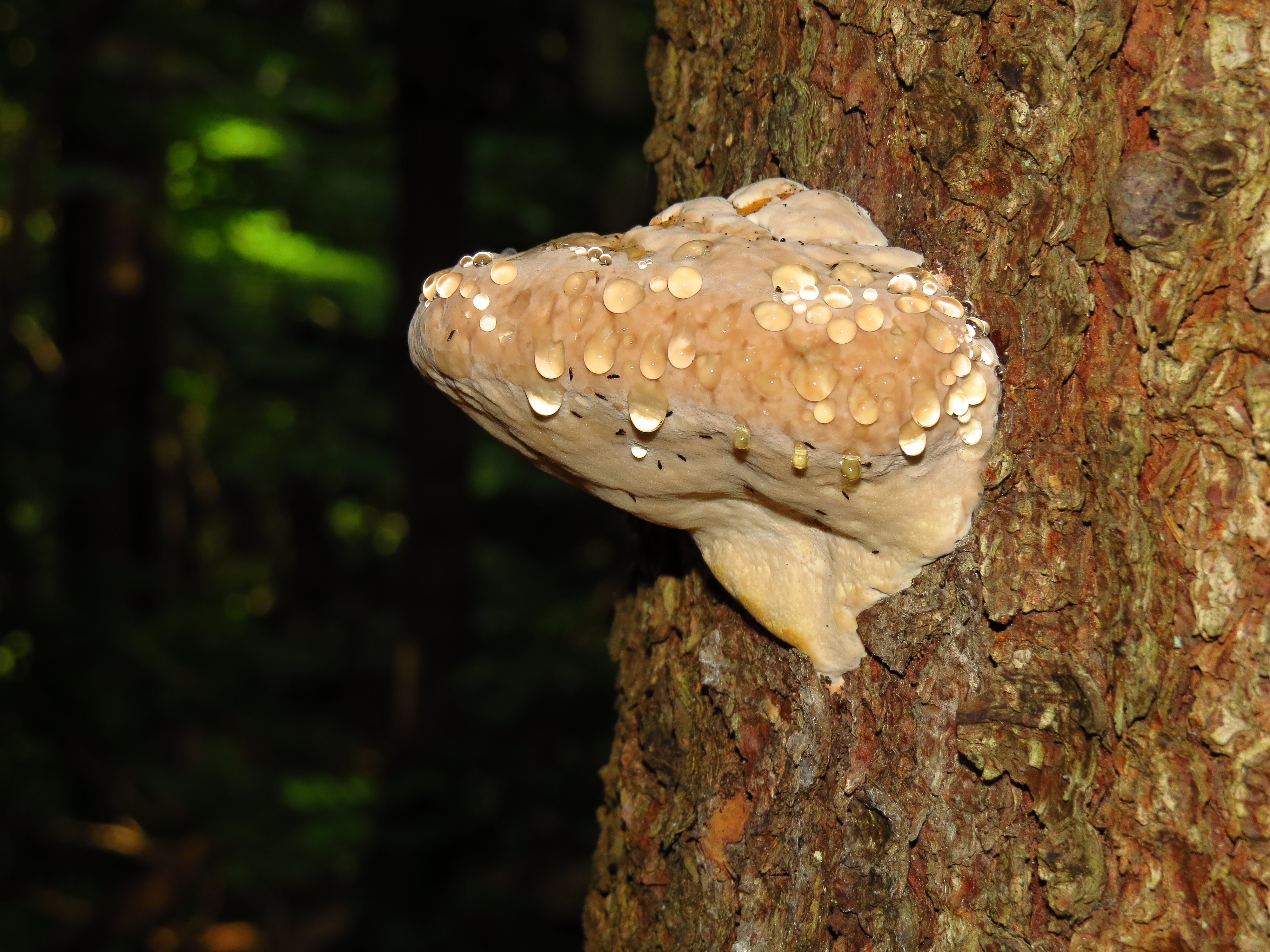
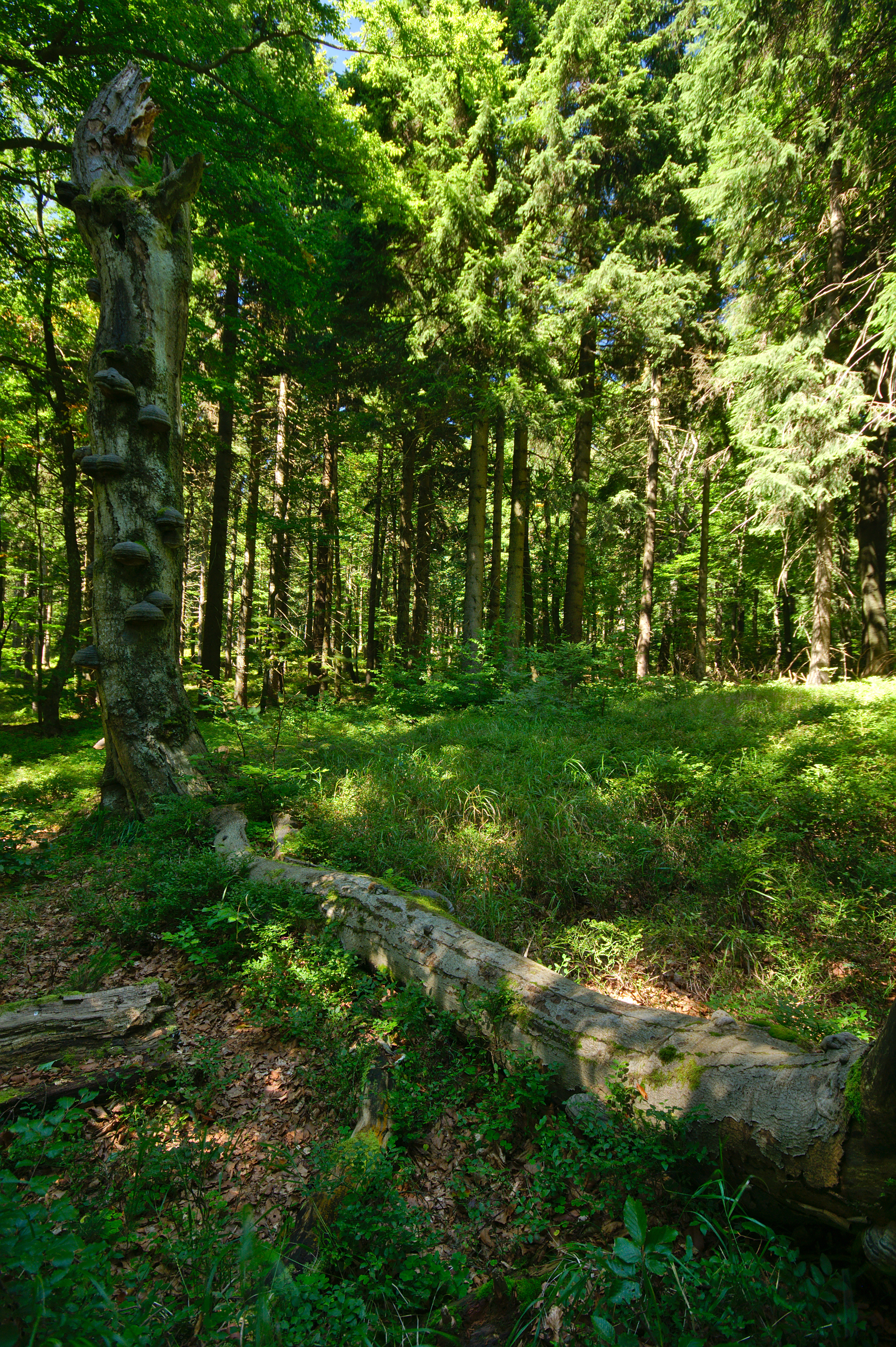
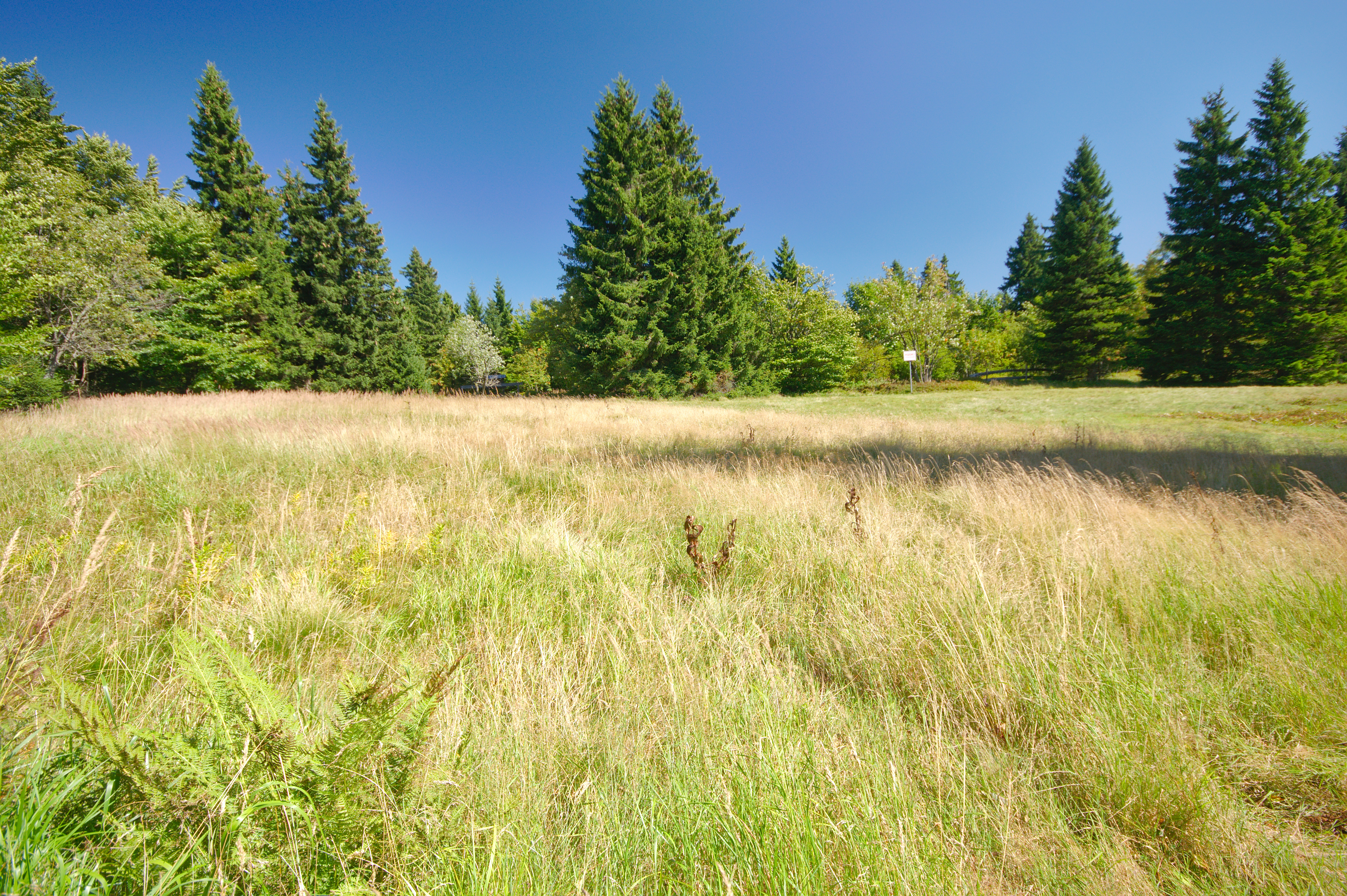